# كريستوفر أوكورو كول
كريستوفر أوكورو كول (17 أبريل 1921–1990) هو سياسي سيراليوني،كان الرئيس المؤقت لجمهورية سيراليون لمدة يومين من 19 أبريل 1971 حتى 21 أبريل 1971،وشغل سابقًا الحاكم العام لجمهورية سيراليون من 31 مارس 1971 حتى 19 أبريل 1971،ورئيس القضاة من 1970 حتى 1978.